# 日本軍によるキスカ島の占領
日本軍によるキスカ島の占領（にほんぐんによるキスカとうのせんりょう）は、1942年6月6日から1943年7月28日にかけてアリューシャン方面の戦いの一部として発生したアメリカ戦線および太平洋戦争の出来事である。日本軍はキスカ島と周辺のアッツ島を占領し、大日本帝国の北側側面を守る目的であった。

## 背景
大日本帝国海軍にとって、北太平洋は千島列島から南鳥島に至るまで広大な正面であり、島の少ないこの海域の哨戒は容易でなかった。日本本土東方の外洋を哨戒していた第五艦隊は、1942年1月末から西部アリューシャン列島を占領して哨戒線を前進させることを主張し始めていた。加えて、1942年3月のアメリカによる南鳥島空襲は、日本軍全体に北太平洋の警戒感を高めさせた。

### AL作戦
海軍部が連合艦隊司令部にAL作戦（アリューシャン作戦）すなわちアッツ島・キスカ島の占領作戦の立案をどのように要請したかは明確でないが、ミッドウェー攻略（MI作戦）検討の際、第五艦隊の提案を受けてAL作戦の必要性を海軍部が認めていたようである。
AL作戦の計画は、1942年4月15日に大本営陸軍部と協議された。6月初旬に海軍がダッチハーバーとアダック島を攻撃し、キスカ島とアッツ島を占領する予定であった。大日本帝国陸軍はアリューシャン列島の占領に消極的であり、4月16日に作戦への部隊派遣を行わないと海軍に回答した。しかし、1942年4月18日のドーリットル空襲はAL作戦に大きな影響を与えた。北太平洋から日本本土空襲を受けたことで、陸軍はアリューシャン西部への哨戒拠点設置の必要性を認め、4月21日に部隊派遣に同意した。
海軍部は、哨戒線前進を主目的とするMI作戦・AL作戦の推進を図り、連合艦隊もこれに従った。すなわち、AL作戦の目的はミッドウェー・アッツ・キスカに基地を設置して米軍機動部隊による日本本土攻撃を監視する北太平洋の哨戒網を築くことであり、同時に米軍の航空基地前進を阻止する意図も含まれていた。
最終的に、アッツ島への侵攻は陸軍、キスカ島への侵攻は海軍（海軍舞鶴第三特別陸戦隊）が担当することになった。陸軍は1942年5月5日に北海支隊（指揮官：穂積松年、約1,000人）を編成した。
作戦命令は1942年5月5日に発令された。穂積はアリューシャン西部の要地を確保または破壊し、敵の機動力と航空戦力の進出を困難にすることを命じられた。最終計画は、まずアダックの軍事施設を破壊して撤退し、その後陸軍部隊がアッツ島を、海軍がキスカ島を占領するというものであった。上陸に先立ち、空母からの空襲でダッチハーバーの航空戦力を撃滅する予定であった。

## 占領
当初、キスカ島におけるアメリカ軍の存在は12名のアメリカ海軍の気象観測所要員のみであり、そのうち2名は侵攻時に現地にいなかった。また、エクスプロージョンという名の犬がいた。日本軍は観測所を急襲し、アメリカ人2人を殺害、7人を捕虜とした。その後、ウィリアム・C・ハウス上等兵曹が逃亡したことに気付き、日本軍は捜索を行ったが、発見できなかった。ハウスは気象観測所が占拠された約50日後、極寒と飢餓に耐え切れず投降した。50日間、植物や虫だけを食べて生き延びた結果、彼の体重は80ポンドになっていた。一方、他の捕虜は先に日本へ送られていた。
真珠湾攻撃および太平洋戦線の開始、さらに日本軍によるアラスカ本土やアメリカ合衆国西海岸への脅威によって、アラスカへの防衛用のアクセス道路建設は最優先事項となっていた。1942年2月6日、アラスカ・ハイウェイの建設がアメリカ陸軍により承認され、5日後にはアメリカ合衆国議会とアメリカ大統領のフランクリン・ルーズベルトの認可も得た。
日本軍による占領を受けて、アメリカ軍および連合軍はキスカ島の日本軍に対する継続的な空爆を実施した。また、アメリカ海軍艦艇は島を封鎖し、定期的に砲撃を加えた。キスカ島やアッツ島へ向かった日本の軍艦、輸送船、潜水艦のいくつかが、封鎖部隊により撃沈もしくは損傷を受けた。

## 撤退

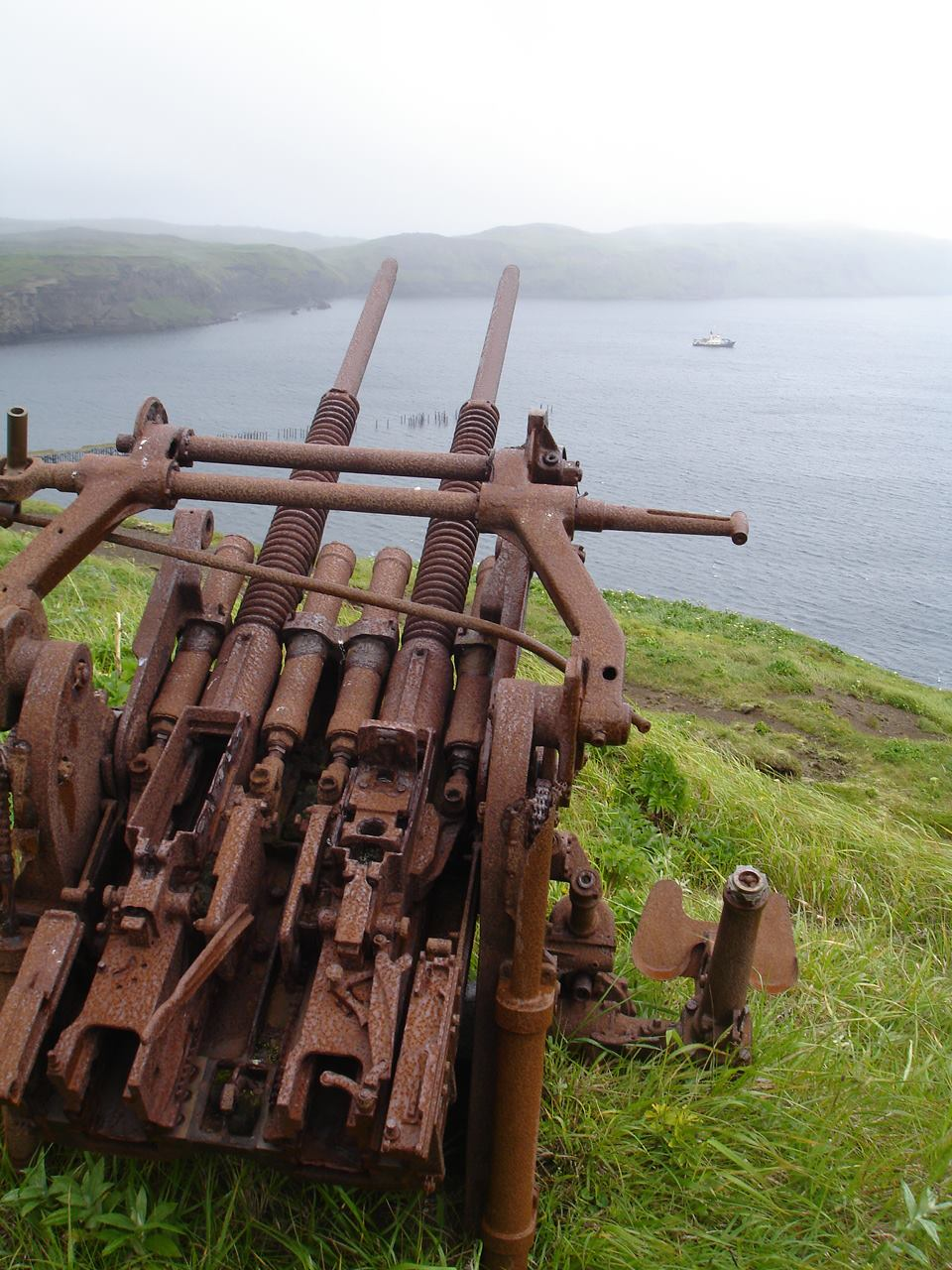
2016年に撮影されたキスカ島に残された日本軍の九六式二十五粍高角機銃。

1943年5月、アメリカ軍はランドクラブ作戦でアッツ島に上陸し、同地の日本軍守備隊を壊滅させた。それに対応し、大日本帝国海軍はキスカ島の部隊撤収に成功し、アリューシャン列島における日本軍の存在は終わった。
1943年7月29日、木村昌福は2隻の軽巡洋艦と10隻の駆逐艦を指揮し、霧に紛れてアメリカ軍の封鎖線を突破し、5,193人の救出に成功した。作戦は軽巡洋艦阿武隈（1,212人）、木曾（1,189人）、駆逐艦夕雲（479人）、風雲（478人）、薄雲（478人）、朝雲（476人）、秋雲（463人）、響（418人）によって実施され、駆逐艦初霜、長波、島風、五月雨が作戦を支援した。
この守備隊の撤収成功は、1965年に丸山誠治が監督した映画「太平洋奇跡の作戦 キスカ」の題材となった。
日本軍が完全に撤収したか確信の持てなかったアメリカ・カナダ連合軍は、1943年8月15日に無抵抗のままキスカ島に上陸し、島を確保してアリューシャン列島の戦いを終結させた。上陸後、兵士たちは日本軍が世話をしていた犬たちの群れに迎えられ、その中にはエクスプロージョンもいた。
島は無人であったが、連合軍には犠牲者が発生した。濃霧のため味方誤射が発生し、24人が死亡した。また、日本軍が設置したブービートラップによってさらに4人が死亡した。さらに駆逐艦「アブナー・リード」が機雷に接触し、71人が死亡した。

## 海軍作戦
1942年6月19日、アメリカ軍機がキスカ湾で日本油槽船「日産丸」を攻撃し沈没させた。6月30日にはアメリカ海軍部隊が同島を砲撃した。潜水艦「グロウラー」は7月5日、キスカ湾東方7マイル（11キロメートル）で日本駆逐艦1隻を撃沈し、さらに2隻に重大な損傷を与えた。日本側は200名以上の死傷者を出したが、アメリカ側の損失はなかった。これはキスカ周辺作戦中で最も犠牲者の多い戦闘となった。
潜水艦「グラニオン」は7月15日、キスカ湾の哨戒中に日本の駆潜艇3隻から攻撃を受けた。反撃で2隻を撃沈、1隻に損傷を与えたが、7月30日にキスカ沖で消息を絶ち、乗員全員が戦死した。これは「鹿野丸」への攻撃時に自らの魚雷がUターンし命中したためと推測されている。
8月8日、貨物船「鹿野丸」がPBYカタリナの攻撃でキスカ湾に沈没。この船はグラニオンの魚雷で既に損傷していた。9月15日には輸送船「野島丸」も同湾で爆撃を受けて沈んだ。10月5日、汽船「ボルネオ丸」がガートルード湾で沈没。10月17日には駆逐艦「朧」がアメリカ軍機により撃沈された。
11月4日には呂号第六十五潜水艦がキスカ沖で沈没。1943年1月6日に「門司丸」、4月4日に「浦城丸」が相次いで失われた。6月23日、撤退作戦支援中の潜水艦伊号第七潜水艦が駆逐艦「モナハン」に追撃され座礁、乗員が艦を放棄した。